# دبیرکل سازمان ملل متحد
دبیرکل سازمان ملل متحد سرپرست دبیرخانه سازمان ملل متحد است و در رأس آن قرار دارد. او در عمل سخنگو و رهبر سازمان ملل به‌شمار می‌رود. دبیرکل اوّلین کارمند بین‌المللی است و این امر به صراحت در مادهٔ ۹۷ منشور تحت عنوان برترین کارمند سازمان ذکر شده‌است. دبیرکل از طرف مجمع عمومی بنا به توصیه شورای امنیت برای مدت پنج سال انتخاب می‌شود. نقش سیاسی و دیپلماتیک او بسیار حائز اهمیت است.

## نحوه انتخاب دبیرکل
دبیرکل بنا بر توصیه شورای امنیت توسط مجمع عمومی انتخاب می‌شود به این شکل که شورای امنیت سازمان ملل بر روی شخصی به توافق رسیده و آن را به مجمع عمومی معرفی می‌کنند و مجمع عمومی نیز با رای اکثریت شخص را به عنوان دبیرکل انتخاب می‌کند. در انتخاب دبیرکل توافق پنج عضو دائمی شورای امنیت و رأی هم‌سوی در رکن اصلی سازمان ملل متحد ضرورت دارد. در منشور ملل متحد هیچ اشاره‌ای به مدت خدمت دبیرکل نشده‌است ولی در عمل ۵ سال می‌باشد که برای یک‌بار قابل تجدید است. سازمان ملل بر خلاف جامعهٔ ملل تاکنون کسی از اتباع کشورهای قدرتمند به خصوص از اعضای دائم شورای امنیت را برای دبیرکلی انتخاب نکرده‌است هرچند با انتخاب دبیرکل توسط پنج عضو دائم شورا، عملاً قدرت این سمت در اختیار این اعضا قرار دارد.
همچنین هر یک از پنج عضو دائمی شورای امنیت که دارای حق وتو هستند، می‌توانند با استفاده از حق وتو از نامزدی مدیر کل فعلی برای یک دوره دیگر جلوگیری کنند.

## وظایف دبیرکل
از میان وظایف مختلف دبیرکل وظیفهٔ سیاسی (نقش دیپلماتیک) او بسیار مهم‌تر از سایر وظایف و اختیاراتش است. برای مثال نقش دبیرکل در حل بحران کنگو، فیصلهٔ بخشی از ستیز عرب‌ها و اسرائیل، برقراری مجدد روابط عادی میان گینه و فرانسه در ۱۹۷۵ بسیار شایان توجه است.
دبیرکل سازمان ملل متحد هم‌چنین وظیفه انتخاب نماینده ویژه دبیرکل در امور ویژه و موارد مربوط به مناطق بحران‌زده را دارد.

### وظایف اداری دبیرکل
1. انجام وظیفه به عنوان عالی‌ترین مقام اداری سازمان ملل متحد و بالاترین مقام مسئول در سلسله مراتب اداری دبیرخانه؛
2. انجام وظایف دیگری که به وسیلهٔ شورای امنیت، شورای اقتصادی و اجتماعی سایر ارگان‌ها به او تفویض می‌شود و اجرای تصمیمات ارکان مختلف سازمان.
3. اظهار و ابراز نگرانی در امور

دبیرکل وظیفهٔ دبیرکلی ارکان اصلی سازمان به استثنای دیوان بین‌المللی دادگستری را نیز بر عهده دارد. دبیرکل به انتخاب خود دارای تعدادی معاون می‌باشد. هر معاون مسئولیت یک بخش از فعالیت‌های سازمان (مثل حفظ صلح و امنیت بین‌المللی، مسائل سیاسی شورای امنیت و غیره) و مسئولیت یک رکن فرعی یا مقر اروپایی سازمان ملل را بر عهده دارد.

### وظایف سیاسی دبیرکل

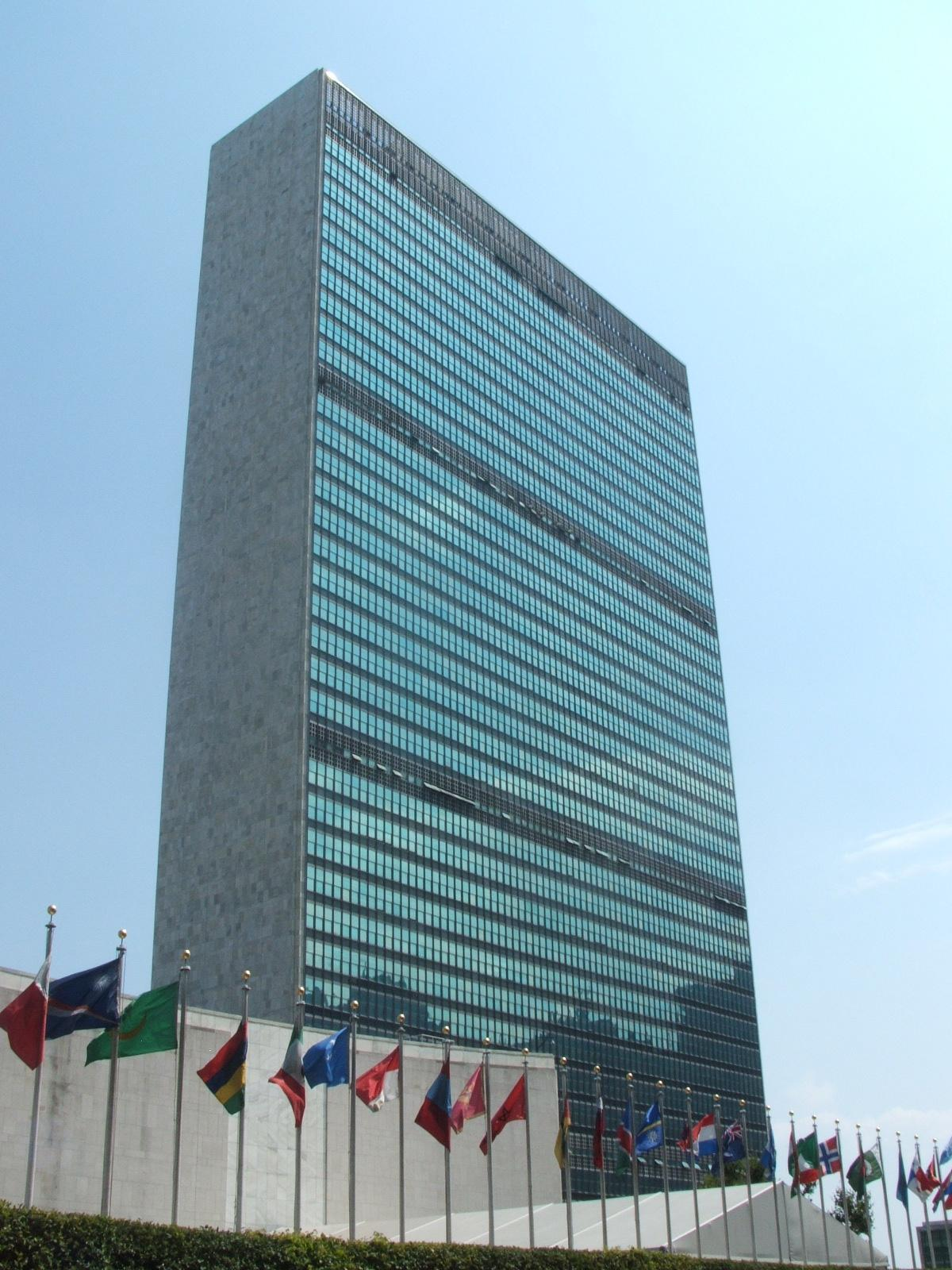
ساختمان دبیرخانه یک آسمان‌خراش بلند ۱۵۴ متری (۵۰۵ فوت) است؛ و ساختمان مرکزی مقر سازمان ملل متحد است.

1. ساختمان دبیرخانه یک آسمان‌خراش بلند ۱۵۴ متری (۵۰۵ فوت) است؛ و ساختمان مرکزی مقر سازمان ملل متحد است.اجرای تصمیمات سیاسی سازمان (در این خصوص از امتیازات وسیعی در تفسیر تصمیمات برخوردار است)؛
2. ایفای نقش مهم در شورای امنیت به خصوص زمانی‌که گزارش خود را در خصوص مسائل جاری ارائه می‌دهد؛
3. اداره کردن انجام عملیات حفظ صلح؛
4. ترتیب دادن کنفرانس‌های بین‌المللی؛
5. میانجیگری در حل اختلافات بین‌المللی؛[۷]
6. طبق منشور متوجه ساختن شورای امنیت و مجمع عمومی در زمانی‌که به عقیدهٔ وی صلح و امنیت بین‌المللی در خطر است؛
7. دعوت به تشکیل شورای امنیت در مواقع لزوم؛
8. حق حضور در جلسات ارکان سازمان ملل متحد و دادن اعلامیه‌های شفاهی و اعلامیه‌های کتبی به آن‌ها؛[۳]
9. قرار دادن هر مسئله‌ای که به نظر وی ضروری است در دستور کار مجمع عمومی (طبق مادهٔ ۱۳ مقررات مجمع عمومی)؛
10. شرکت در جلسات نهادهای سازمان، مشورت با رهبران جهان، مقام‌های دولتی نمایندگان گروه‌های جامعهٔ مدنی، بخش خصوصی و افراد؛
11. سفر به سراسر جهان به منظور حفظ تماس با مردم کشورهای عضو؛
12. در صورت تمایل، می‌تواند به ابتکار و به عنوان شخص خود و نه از طرف سازمان ملل، سخنگوی منافع مردم جهان در صحنهٔ بین‌المللی باشد. (به همین دلیل تئوری دیپلماسی آرام دبیرکل مطرح شده)[۸]

### وظیفه اطلاعاتی دبیرکل
1. تسلیم گزارش سالانه دربارهٔ کار سازمان، ارزیابی فعالیت‌ها و اقدامات سازمان و مشخص کردن اولویت‌های آینده به مجمع عمومی عادی؛
2. ثبت و انشار معاهدات بین‌المللی؛[۵]

## لیست دبیران کل سازمان ملل متحد از آغاز تاکنون
| # | تصویر | نام دبیرکل                    | زمان تصدی سمت                   | کشور      | دلیل اتمام دوره                                                                           | منبع   |
| - | --- | ----------------------------- | ------------------------------- | --------- | ----------------------------------------------------------------------------------------- | ------ |
| – | | گلدوین جب (۱۹۰۰–۱۹۹۶)         | ۲۴ اکتبر ۱۹۴۵ – ۱ فوریه ۱۹۴۶    | بریتانیا  | تا زمان انتخاب تریگوه لی دبیرکل موقت سازمان ملل بود.                                      |        |
| – | پس از جنگ جهانی دوم، دبیر اجرایی کمیسیون آمادگی سازمان ملل در اوت ۱۹۴۵ بود و تا زمان انتخاب اولین دبیرکل (بین اکتبر ۱۹۴۵ تا فوریه ۱۹۴۶)، دبیرکل موقت بود. |                               |                                 |           |                                                                                           |        |
| ۱ | | تریگوه لی (۱۸۹۶–۱۹۶۸)         | ۱ فوریه ۱۹۴۶ – ۱۰ نوامبر ۱۹۵۲   | نروژ      | استعفا                                                                                    | [ ۱۰ ] |
| ۱ | تریگوه لی، وزیر امور خارجه نروژ و یک رهبر کارگری سابق، از سوی شوروی برای تصدی این سمت پیشنهاد شده بود. پس از مداخله سازمان ملل در جنگ کره، در سال ۱۹۵۱، شوروی انتصاب مجدد وی را وتو کرد. آمریکا توانست وتوی شوروی را دور زده و تریگوه لی را مستقیم به مجمع عمومی معرفی کند. وی با ۴۶ رای موافق، ۵ رای مخالف و ۸ رای ممتنع به کار خود ادامه داد. شوروی به خصومت خود با تریگوه لی ادامه داد و وی در ۱۹۵۲ از سمت خود استعفا کرد.                                                                 |                               |                                 |           |                                                                                           |        |
| ۲ | | داگ هامرشولد (۱۹۰۵–۱۹۶۱)      | ۱۰ آوریل ۱۹۵۳ – ۱۸ سپتامبر ۱۹۶۱ | سوئد      | ضمن عملیات صلحبانی در کنگو، در سقوط هواپیما بر فراز رودزیای شمالی (زامبیای کنونی) درگذشت. | [ ۱۲ ] |
| ۲ | پس از وتو شدن چند نامزد، هامرشولد به عنوان نامزد مورد تأیید شورای امنیت مطرح شد. در سال ۱۹۵۷ با اکثریت قاطع آرا برای بار دوم انتخاب شد. اتحاد جماهیر شوروی از رهبری وی بر سازمان ملل در جریان بحران کنگو خشمگین بود و پیشنهاد کرد که سمت دبیرکل سازمان ملل متحد با یک ترویکا (هیئت اجرایی سه نفره) جایگزین شود. در پی مخالفت شدید کشورهای غربی، شوروی از این پیشنهاد صرف نظر کرد. هامرشولد در سقوط هواپیما در ۱۹۶۱ در گذشت. جان اف. کندی رئیس‌جمهور آمریکا وی را بزرگ‌ترین سیاستمدار قرن خواند. |                               |                                 |           |                                                                                           |        |
| ۳ | | او تانت (۱۹۰۹–۱۹۷۴)           | ۳۰ نوامبر ۱۹۶۱ – ۳۱ دسامبر ۱۹۷۱ | میانمار   | از پذیرش نامزدی برای یک دوره دیگر اجتناب کرد.                                             | [ ۱۴ ] |
| ۳ | [ ۱۱ ] |                               |                                 |           |                                                                                           |        |
| ۴ | | کورت والدهایم (۱۹۱۸–۲۰۰۷)     | ۱ ژانویه ۱۹۷۲ – ۳۱ دسامبر ۱۹۸۱  | اتریش     | چین ادامه کارش برای دوره سوم را وتو کرد.                                                  | [ ۱۵ ] |
| ۴ | [ ۱۱ ] |                               |                                 |           |                                                                                           |        |
| ۵ | | خاویر پرز دکوئیار (۱۹۲۰–۲۰۲۰) | ۱ ژانویه ۱۹۸۲ – ۳۱ دسامبر ۱۹۹۱  | پرو       | از پذیرش نامزدی برای دوره سوم اجتناب کرد.                                                 | [ ۱۶ ] |
| ۵ | پس از یک بن‌بست پنج هفته‌ای که بر سر اختلاف بین انتخاب مجدد والدهایم و انتخاب نامزد چین سلیم احمد سلیم از تانزانیا بوجود آمده بود، پرز دکوئیار به عنوان یک نامزد مصالحه‌ای عنوان شده و انتخاب شد. وی اولین دبیرکل سازمان ملل متحد از آمریکای لاتین بود و در سال ۱۹۸۶ با اکثریت قاطع آرا برای یک دوره دیگر انتخاب شد. |                               |                                 |           |                                                                                           |        |
| ۶ | | پطرس غالی (۱۹۲۲–۲۰۱۶)         | ۱ ژانویه ۱۹۹۲ – ۳۱ دسامبر ۱۹۹۶  | مصر       | آمریکا ادامه کارش برای دوره دوم را وتو کرد.                                               | [ ۱۷ ] |
| ۶ | یکصد و دو عضو جنبش غیرمتعهدها اصرار داشتند که دبیرکل بعدی از آفریقا باشد. با داشتن اکثرت آرا در مجمع عمومی سازمان ملل متحد و حمایت چین، جنبش غیرمتعهدها آرای کافی برای جلوگیری از انتخاب هر نامزد دیگری را داشتند. شورای امنیت پنج بار به‌طور بی‌نام و غیر الزام‌آور رای‌گیری کرد (برای اولین بار در تاریخ شورا). در پنجمین رای‌گیری پطرس غالی یازده رای کسب کرد. در ۱۹۹۶، آمریکا انتخاب مجددش را (به علت ناتوانی وی در پیاده کردن اصلاحات ضروری در سازمان ملل) وتو کرد.                           |                               |                                 |           |                                                                                           |        |
| ۷ | | کوفی عنان (۱۹۳۸–۲۰۱۸)         | ۱ ژانویه ۱۹۹۷ – ۳۱ دسامبر ۲۰۰۶  | غنا       | پس از دو دوره بازنشست شد.                                                                 | [ ۱۸ ] |
| ۷ | در ۱۳ دسامبر ۱۹۹۶، شورای امنیت عنان را به مجمع عمومی توصیه کرد. چهار روز بعد مجمع عمومی سازمان ملل متحد به وی رای داد. |                               |                                 |           |                                                                                           |        |
| ۸ | | بان کی‌مون (۱۹۴۴–)             | ۱ ژانویه ۲۰۰۷– ۳۱ دسامبر ۲۰۱۶   | کره جنوبی | پس از دو دوره بازنشست شد                                                                  | [ ۲۲ ] |
| ۸ | بان کی‌مون دومین آسیایی‌تبار است که به عنوان دبیرکل سازمان ملل انتخاب می‌شود. پیش از این سمت، وی بین ژانویه ۲۰۰۴ و نوامبر ۲۰۰۶ وزیر امور خارجه کره جنوبی بود. |                               |                                 |           |                                                                                           |        |
| ۹ | | آنتونیو گوترش (۱۹۴۹–)         | ۱ ژانویه ۲۰۱۷                   | پرتغال    | از ابتدای ژانویه ۲۰۱۷ آغاز به کار کرد.                                                    | [ ۲۳ ] |
| ۹ | در رای‌گیری ۱۳ اکتبر ۲۰۱۶ در مجمع عمومی سازمان ملل وی به عنوان نهمین دبیرکل سازمان ملل تعیین شد. پیش از این سمت، وی بین اکتبر ۱۹۹۵ و آوریل ۲۰۰۲ نخست‌وزیر پرتغال بود. |                               |                                 |           |                                                                                           |        |